# Apollinisch-dionysisch
Apollinisch-dionysisch ist ein bipolares, philosophisches Begriffspaar, welches zwei gegensätzliche Charakterzüge des Menschen beschreibt und sich dazu der Eigenschaften bedient, die den griechischen Göttern Apollon und Dionysos zugeschrieben werden. Hierbei steht apollinisch für Form und Ordnung und dionysisch für Rauschhaftigkeit und einen alle Formen sprengenden Schöpfungsdrang. Der Mythos vom Musikwettstreit zwischen Pan und Apollo wurde wirkungsgeschichtlich zu einer Illustration des Gegensatzpaars.
Das Begriffspaar wurde im Bereich der Philosophie ursprünglich von Friedrich Wilhelm Joseph Schelling (1775–1854) aufgestellt und später durch Friedrich Nietzsche (1844–1900) ausgebaut und popularisiert. Nietzsche verwendete das Begriffspaar erstmals in den Schriften, die zu dem Werk „Die Geburt der Tragödie aus dem Geiste der Musik“ führten. Ferner benutzte er dieses Begriffspaar in zahlreichen Werken als wichtiges Element und trug damit wesentlich zur Popularisierung der Begriffe bei. Allerdings wurde es außerhalb der Philosophie schon vor Schelling verwendet, so insbesondere von Johann Joachim Winckelmann (1717–1768) in der Kunstgeschichte, von Friedrich Schlegel (1772–1829) in der Literaturgeschichte und Bereich der Mythologie und Religionswissenschaften von Friedrich Creuzer (1771–1858), Friedrich Gottlieb Welcker (1784–1868) und Johann Jakob Bachofen (1815–1887).
Bis Schellings Spätwerk wird die apollinische Leistung der klaren ruhigen Geistigkeit gegenüber der dionysischen als höherwertig eingeschätzt. Nietzsche sieht in der sinnlich-rauschhaften dionysischen Leistung einen Drang zur Einheit, die über das Individuum hinausgeht.